# 大石田町
大石田町（おおいしだまち）は、山形県の北東にある人口約6千人の町。北村山郡に属する唯一の自治体。

## 地理
町の東部、最上川の流域に発展した町で、役場や中心商店街も河川のすぐそばにある。町の西南の端に葉山がある。
- 山: 葉山、 大高根山
- 河川: 最上川、丹生川、朧気川

## 歴史
かつては最上川の舟運で栄えた。延喜式によると、多賀城と秋田城とを結ぶ街道沿いに「野後駅」という駅があったが、その場所は長年、尾花沢市を含む北村山郡内のいずれかではないかと推定されていたが、詳しい場所は分からなかった。近年、町北部の最上川沿いにある「駒籠楯跡」において、掘立柱建物の遺構群が発見され、発掘調査を行っている山形県教育委員会では、この遺跡が「野後駅」であった可能性が高いとしている。
大石田の南には、碁点、隼、三ヶ瀬の最上川三難所があり、物資を安全に運ぶためには、大石田河港で陸揚げし、三難所を避けて陸路運ぶ方がリスクが少なく、確実であった。舟運で上流部に運ぶ場合でも、三難所があるため、酒田港からの大型の川舟はここまでしか入れず、三難所を越えるために小型の舟に積み替える必要があり、いずれにしても大石田河港に舟を着けなければならなかった。そのため、大石田は最上川の港としては最大の物資の集積地として繁栄した。天領であり、大石田川船役所が置かれた。その輸送路は山形県村山地方や置賜地方のみならず、奥羽山脈を越えて仙台藩にまで至り、仙台城下に上方の物資をもたらした。
一方、最上川の対岸に当たる横山と田沢は新庄藩の飛び地であった。新庄藩の立藩から幕末まで一貫して新庄藩領であり、横山番所が置かれた。
- 1889年（明治22年）4月1日 - 町村制の施行に伴い、北村山郡今宿村・大石田村の区域をもって大石田村が成立。
- 1897年（明治30年）1月23日 - 町制を施行、大石田町となる。
- 1955年（昭和30年）1月1日 - 北村山郡亀井田村・横山村と新設合併し、改めて大石田町が発足。
- 2020年（令和2年）7月29日 - 令和2年7月豪雨により最上川が氾濫。床上・床下浸水600戸以上。浄水場が水没したため町内のほぼ全域で断水[3]。同日付で他市町村とともに災害救助法が適用[4]。

## 行政
| 代   | 氏名       | 就任日         | 退任日         | 備考                                |
| ---- | ---------- | -------------- | -------------- | ----------------------------------- |
| 初代 | 青木秀男   | 1955年2月3日   | 1959年1月4日   |                                     |
| 2代  | 阿部祐次郎 | 1959年1月5日   | 1967年1月10日  |                                     |
| 3代  | 高桑喜之助 | 1967年1月11日  | 1987年1月10日  |                                     |
| 4代  | 土屋市蔵   | 1987年1月11日  | 1999年1月10日  |                                     |
| 5代  | 早坂清     | 1999年1月11日  | 2003年1月10日  |                                     |
| 6代  | 阿部孝義   | 2003年1月11日  | 2011年10月3日  | 2011年9月25日に受託収賄の疑いで逮捕 |
| 7代  | 庄司喜与太 | 2011年11月13日 | 2019年11月12日 |                                     |
| 8代  | 村岡藤弥   | 2019年11月13日 | 2023年11月12日 |                                     |
| 9代  | 庄司中     | 2023年11月13日 | 現職           |                                     |

隣接する尾花沢市との合併が協議されて新市名公募をし、「はながさ市」という名前まで決まっていたが、2005年（平成17年）2月13日に大石田町で行われた住民投票の結果、合併反対が多数だったため合併を断念し、2005年（平成17年）3月31日合併協議会も解散した。

## 議会
- 町議会

## 経済

### 郵便局
- 大石田郵便局 （集配局）
- 亀井田郵便局
- 小菅簡易郵便局
- 次年子簡易郵便局

### 金融機関
- 山形銀行大石田支店 - 大石田町指定金融機関
- 新庄信用金庫大石田支店
- 北郡信用組合大石田支店

## 姉妹都市
- 方正県（中華人民共和国・黒竜江省）
1990年（平成2年）2月1日姉妹都市提携。
- 涌谷町（宮城県）

## 地域

### 人口
| |                                          |  |
| 大石田町と全国の年齢別人口分布（2005年） | 大石田町の年齢・男女別人口分布（2005年） |  |
| ■紫色 ― 大石田町 ■緑色 ― 日本全国 | ■青色 ― 男性 ■赤色 ― 女性                |  |
| 大石田町（に相当する地域）の人口の推移 \| 1970年（昭和45年） \| 11,799人 \| \| \| 1975年（昭和50年） \| 10,952人 \| \| \| 1980年（昭和55年） \| 10,685人 \| \| \| 1985年（昭和60年） \| 10,633人 \| \| \| 1990年（平成2年） \| 10,292人 \| \| \| 1995年（平成7年） \| 9,949人 \| \| \| 2000年（平成12年） \| 9,400人 \| \| \| 2005年（平成17年） \| 8,824人 \| \| \| 2010年（平成22年） \| 8,160人 \| \| \| 2015年（平成27年） \| 7,357人 \| \| \| 2020年（令和2年） \| 6,577人 \| \| |                                          |  |
| 総務省統計局 国勢調査より |                                          |  |
| 1970年（昭和45年） | 11,799人                                 |  |
| 1975年（昭和50年） | 10,952人                                 |  |
| 1980年（昭和55年） | 10,685人                                 |  |
| 1985年（昭和60年） | 10,633人                                 |  |
| 1990年（平成2年） | 10,292人                                 |  |
| 1995年（平成7年） | 9,949人                                  |  |
| 2000年（平成12年） | 9,400人                                  |  |
| 2005年（平成17年） | 8,824人                                  |  |
| 2010年（平成22年） | 8,160人                                  |  |
| 2015年（平成27年） | 7,357人                                  |  |
| 2020年（令和2年） | 6,577人                                  |  |

### 公共施設
- 大石田町立歴史民俗資料館
- 大石田町町民交流センター「虹のプラザ」

## 教育
かつては町内に山形県立大石田高等学校が存在した。

### 小学校
- 大石田町立大石田小学校
- 大石田町立大石田北小学校
- 大石田町立大石田南小学校

### 中学校
- 大石田町立大石田中学校

## 交通

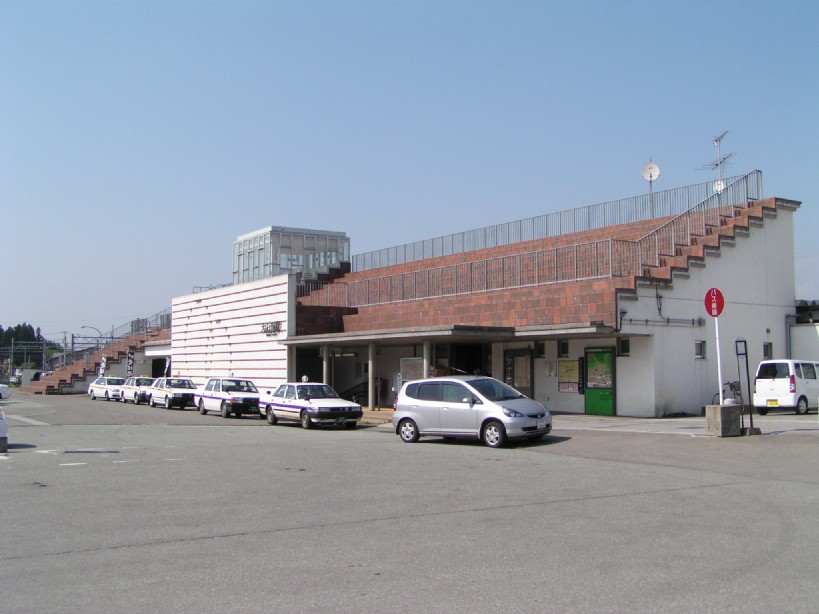
大石田駅

### 空港
最寄りの空港は、東根市にある山形空港である。

### 鉄道路線
東日本旅客鉄道（JR東日本）
- 山形新幹線：大石田駅
- 奥羽本線（山形線）：大石田駅 - 北大石田駅

### 路線バス
- 山交バス
- 尾花沢市路線バス

### 道路
一般国道
- 国道13号
- 国道347号

都道府県道
- 主要地方道
  - 山形県道30号大石田畑線
  - 山形県道36号新庄次年子村山線
- 一般県道
  - 山形県道121号尾花沢大石田線
  - 山形県道123号荻袋大浦線
  - 山形県道189号大石田土生田線　
  - 山形県道305号大石田名木沢線
  - 山形県道306号次年子大浦線
  - 山形県道381号村山大石田線

## 観光ほか
- 大石田まつり
- 最上川大花火大会
- 大石田ゴルフクラブ
- 大石田そば街道
- 乗船寺

## 出身有名人
- 柴崎芳太郎（陸地測量部陸地測量官）
- 小松均（日本画家）- 名誉大石田町民
- 森義八郎（作曲家）
- 保芦邦人（紀文食品創業者）